# 1859
1859 је била проста година.

## Догађаји

### Јануар
- 31. јануар – завршена Светоандрејска скупштина

### Фебруар
- 5. фебруар — У граду Фокшани, Скупштина народних представника донела је одлуку о уједињењу румунских кнежевина Влашке и Молдавије, чиме су постављени темељи румунске државе.
- 14. фебруар — Орегон је постао 33. савезна држава САД.

### Април
- 25. април — Почело је копање Суецког канала према пројекту конзула Француске у Александрији Фердинанда де Лесепса.

### Мај
- 31. мај — Почео је да ради велики сат Биг Бен на кули британског парламента у Лондону.

### Јун
- 4. јун — Француска војска под командом Наполеона III је поразила аустријску војску у бици код Мађенте.
- 24. јун — Наполеон III је потукао Аустријанце у бици код Солферина у Ломбардији.

### Септембар
- 8. септембар — 24. септембар – Малогоспојинска народна скупштина у Крагујевцу

### Октобар
- 20. октобар — Битка код Монтебела (1859)

## Рођења

### Јануар
- 6. јануар — Војислав Суботић, српски хирург, оснивач Медицинског факултета у Београду. († 1923)
- 10. јануар — Франсеск Ферер, каталонски слободарски педагог и оснивач покрета модерних школа. († 1909)
- 27. јануар — Вилхелм II Немачки, немачки цар

### Фебруар
- 17. фебруар — Николај Гамалеја, руски лекар и научник

### Март
- 16. март — Александар Степанович Попов, руски физичар и електроинжењер. (†1906)

### Мај
- 8. мај — Јохан Јенсен, дански математичар и инжењер. († 1925)
- 22. мај — Артур Конан Дојл, шкотски књижевник

### Август
- 31. август — Марко Цар, српски књижевни критичар, есејиста, путописац и бициклиста. (†1953)

### Септембар
- 3. септембар — Жан Жорес, француски политичар

### Октобар
- 9. октобар — Алфред Драјфус, француски официр. († 1935)

## Смрти

### Мај
- 6. мај — Александар фон Хумболт, немачки географ и природњак

### Јун
- 11. јун — Клеменс Венцел фон Метерних, аустријски политичар

### Јул
- 13. јул — Тома Вучић Перишић, српски политичар

### Август
- 28. август — Мулај Абдерахман, султан Марока. (*1778)